# 小行星1636
小行星1636（1636 Porter）是一颗围绕太阳公转的小行星。1950年1月23日，卡爾·威廉·萊茵姆特在海德堡发现了此天体。
該小行星以美國天文學家傑曼·吉爾德斯利夫·波特（Jermain Gildersleeve Porter）命名。
这颗小行星的绝对星等为239.2759416371764等。